# 高山智司
高山 智司（たかやま さとし、1970年4月20日 - ）は、日本の政治家。トランスコスモス常務執行役員。元衆議院議員（3期）。

## 来歴
東京都文京区出身。東京学芸大学附属竹早小学校・中学校、海城高等学校、明治大学法学部卒業後、サラリーマン、司法試験浪人を経て国会議員政策担当秘書試験に合格、1999年より渡辺秀央参議院議員の政策担当秘書を、2001年からは森裕子参議院議員の政策担当秘書を務めた。

### 衆議院議員
自由党から衆院選埼玉15区の公認内定を受けた。2003年の民由合併に伴い高山と民主党出身の神風英男との間で候補者調整が行われ、9月23日に高山に一本化されることが決まった。同年の第43回衆議院議員総選挙では、自由民主党元職の松永光を破り初当選した。
2005年の第44回衆議院議員総選挙では自民党の新人田中良生に敗れたが、比例北関東ブロックで復活し再選。
2009年の第45回衆議院議員総選挙で前回敗れた田中の比例復活を許さず3選。
2011年9月の野田内閣発足に伴い、環境大臣政務官（原子力事故収束・再発防止担当）に就任し、福島県の放射能汚染の除去を担当。
2012年の第46回衆議院議員総選挙では前回下した田中に敗れ、比例復活ならず落選。2014年の第47回衆議院議員総選挙でも田中に敗れ、比例復活ならず落選。
2017年の第48回衆議院議員総選挙に、埼玉15区から希望の党公認で出馬したが、落選。その後、政界を引退。
2017年12月、トランスコスモスの常務執行役員に就任。

## 年譜
- 1970年 東京都文京区に生まれる。
- 1983年 東京学芸大学附属竹早小学校を卒業。
- 1986年 東京学芸大学附属竹早中学校を卒業。
- 1989年 海城高等学校を卒業。
- 1994年 明治大学法学部を卒業。
- 1999年 参議院議員の渡辺秀央の政策担当秘書となる。
- 2001年 参議院議員の森裕子の政策担当秘書となる。
- 2003年 第43回衆議院議員総選挙に埼玉15区から出馬し、初当選。
- 2005年 第44回衆議院議員総選挙に埼玉15区から出馬し、小選挙区では敗れるも、比例復活で当選。2期目。
- 2009年 第45回衆議院議員総選挙に埼玉15区から出馬し、当選。3期目。国会議事進行係に任命される。
- 2011年 野田内閣発足にて環境大臣政務官に任命される。
- 2012年 第46回衆議院議員総選挙に埼玉15区から出馬し、落選。
- 2014年 第47回衆議院議員総選挙に埼玉15区から出馬し、落選。
- 2017年 第48回衆議院議員総選挙に埼玉15区から出馬し、落選。トランスコスモス常務執行役員に就任。

## 政策
- 選択的夫婦別姓制度導入に賛成[8]。
- 憲法改正に賛成[9]。
- 憲法9条を改正して、自衛隊の役割や限界を明記すべき[9]。
- 「緊急事態条項」を憲法に設けることに賛成[9]。
- 原発は日本に必要ない[9]。
- 日本の核武装について、将来にわたって検討すべきでない[9]。

## 活動
- 2006年4月26日、東京・永田町の参議院議員会館で行われた「共謀罪に反対する超党派国会議員と市民の緊急院内集会」の呼びかけ人を務めた[10][11]。

## これまでの役職等
- 環境大臣政務官[12]（2011年9月5日-2012年10月1日）
- 内閣府大臣政務官[12]
- 民主党政調副会長・広報委員長代理・埼玉県連幹事長[12]
- 民主党埼玉県第15区（さいたま市南区/桜区・戸田市・蕨市）総支部長[12]

## 人物
- 文京区議会議員の高山泰三は実弟。
- 家族は妻と子ども2人[12]。
- フルマラソンを毎年完走する[12]。スーパー銭湯ファン[12]。